# سد (قديس)
كان سِدْ (بالإنجليزيَّة: Cedd، وباللاتينيَّة: Ceddus، مواليد نحو عام 620 - توفي في يوم 26 أكتوبر عام 664) راهبًا وأسقفًا أنجلوسكسونيًا من مملكة نورثمبريا، ومُبشّرًا بالإنجيل لقومي الأنجل الأواسط والسكسون الشرقيين في إنجلترا، وهو أحد المشاركين البارزين في سينودوس ويتبي، الاجتماع الذي أفضى إلى حل عدد من الخلافات الهامة داخل الكنيسة في إنجلترا. يعدُّ قديسًا مُبجَّلًا في الكنيسة الكاثوليكيَّة والأنجليكية والكنيسة الأرثوذكسيَّة.

## الاحتفالات
يوم القديس الخاص بسِد بحسب تقويم كنيسة إنجلترا هو يوم السادس والعشرين من شهر أكتوبر (يوم وفاته). كذلك يعرف هذا اليوم باسم يوم القديس سِد أو يوم إسكس.
احتفت أبرشية تشيلمسفورد بذكرى مرور ثلاثة عشر قرنًا على بعثة سِد إلى إسكس تحت اسم "عام القديس سِد" في عام 1954. وكرِّست كاتدرائية تشيلمسفورد (التي كانت بالأصل مكرَّسة للقديسة مريم العذراء) للقديس سِد والقديس بطرس. شملت الفعاليات المقامة في هذه الذكرى تجمعًا في ملعب بولين غراوند التابع لنادي وست هام يونايتد.
يعتبر موقع إحدى الأشجار القديمة في قرية بولستيد الواقعة بمقاطعة سافك من بين عدد من المواقع التي يسري الاعتقاد التقليدي أن القديس سِد بشَّر فيها.